# Lepidobatrachus
A Lepidobatrachus a kétéltűek (Amphibia) osztályába, a békák (Anura) rendjébe és a Ceratobatrachidae családjába tartozó nem.

## Előfordulása
A nembe tartozó fajok Paraguayban, Bolíviában, Brazíliában és Argentínában honosak.

## Rendszerezés
A nembe az alábbi fajok tartoznak:
- Lepidobatrachus asper  Budgett, 1899
- Lepidobatrachus laevis  Budgett, 1899
- Lepidobatrachus llanensis Reig & Cei, 1963